# Everytime You Touch Me
Everytime You Touch Me è un singolo del 1995 dell'artista statunitense di musica elettronica Moby. La canzone è inclusa nell'album Everything Is Wrong. Le parti vocali sono cantate da Rozz Morehead e Kochie Banton, entrambi apparsi anche nel precedente singolo di Richard Hall, Feeling So Real. Prima dell'uscita del pezzo, era stata tenuta una gara in cui i partecipanti avevano il compito di remixarlo. Il remix vincitore, fatto da Jude Sebastian, è stato poi inserito come uno dei b-side del singolo.
Il video che accompagna Everytime You Touch Me è in stile vintage e mostra varie riprese con soggetti diversi che si sovrappongono (come Moby che osserva un cubo di vetro e dei balli sensuali).

## Tracce
Tutti i brani sono stati composti, eseguiti e prodotti da Richard Melville Hall.

### CD: Mute / CDMUTE176 (UK)
1. Everytime You Touch Me (Beatmasters 7" Mix) – 3:55
2. The Blue Light of the Underwater Sun – 4:22
3. Everytime You Touch Me (Jude Sebastian Mix) – 7:01
4. Everytime You Touch Me (Freestyle Mix) – 5:54

### CD: Mute / LCDMUTE176 (UK)
1. Everytime You Touch Me (Uplifting Mix) – 5:23
2. Everytime You Touch Me (NYC Jungle Mix) – 5:25
3. Everytime You Touch Me (Na Feel Mix) – 5:08
4. Everytime You Touch Me (Pure Joy Mix) – 4:28
5. Everytime You Touch Me (Progressive Edit Mix) – 5:21
6. Everytime You Touch Me (Beatmasters Dub) – 6:25